# フリードリヒ・カール・ツー・カステル＝カステル
フリードリヒ・カール・ツー・カステル＝カステル（Friedrich Carl zu Castell-Castell, 1864年7月22日 - 1923年1月3日）は、ドイツ・バイエルン王国のシュタンデスヘル。カステル＝カステル侯。

## 生涯
カステル＝カステル伯家家長カール（1826年 - 1886年）とその妻の伯爵令嬢エマ・ツー・ゾルムス＝レーデルハイム・ウント・アッセンハイム（1831年 - 1904年）の間の長男。バイエルン軍の（名誉的な）陸軍大佐だった。また、バイエルン参議院の世襲議員であり、共和制移行後のバイエルン州議会議員にもなった。ヴュルツブルク大学の名誉博士号を受けている。1901年3月7日、バイエルン摂政宮ルイトポルト王子より、長年の忠勤に対する褒賞として、同族のヴォルフガング・ツー・カステル＝リューデンハウゼン（1830年 - 1913年）とともに侯爵位を授けられた。

## 子女
1895年6月26日メルゼブルクで、コンスタンティン・ツー・シュトルベルク＝ヴェルニゲローデ伯爵の長女ゲルトルート（1872年 - 1934年）と結婚、間に8人の子をもうけた。
- アントニア（1896年 - 1971年） - 1918年ロイス＝ケストリッツ侯家家長ハインリヒ39世と結婚
- カール（1897年 - 1945年） - カステル＝カステル侯家家長
- コンスタンティン（1898年 - 1966年） - 1933年伯爵令嬢ルイトガルディス・フォン・レヒテレン＝リンプルクと結婚
- マルガレーテ（1899年 - 1969年） - 1922年レーヴェンシュタイン＝ヴェルトハイム＝フロイデンベルク侯家家長ウードと結婚
- ヴィルヘルム（1901年 - 1968年） - 1930年エラ・フットと結婚、1940年アメリカ合衆国に帰化
- ゲオルク（1904年 - 1956年） - 1938年グドルーン・フォン・アイヒェル＝シュトライバー（Eichel gen. Streiber）と結婚
- エマ（1907年 - 2004年） - 1934年オイゲン・フォン・ロッツベック男爵と結婚
- レナータ（1910年 - 1934年）